# Kreiskasse
Als Kreiskasse, Stadtkasse oder Gemeindekasse wird das Amt/der Fachbereich/die Abteilung bei der jeweiligen kommunalen Gebietskörperschaft (Landkreis, Stadt oder Gemeinde) benannt, die sich um die Abwicklung des Zahlungsverkehres (siehe Kasse) und als Vollstreckungsbehörde um die Beitreibung von Forderungen kümmert.
Gemeindekasse und Stadtkasse sind als Begriffe geläufiger, da diese sich gegenüber den Bürgern auch mit der Erhebung von kommunalen Steuern, Abgaben, Beiträgen und Gebühren befassen. Die Kreiskasse hingegen hat mit den Bürgern weniger zu tun, da die Einnahmeseite der Landkreise im Wesentlichen aus der Kreisumlage besteht. 
Die Grenzziehung zwischen den Aufgaben der Kreiskasse und der Gemeinde- bzw. Stadtkassen in diesem Landkreis sind sehr unterschiedlich, insbesondere der Teilbereich Vollstreckungsbehörde.
Viele kleinere Gemeinden haben mit ihrem Landkreis Verwaltungsvereinbarungen getroffen, dass die Kreisvollstreckungsbeamten bzw. Kreisvollziehungsbeamten (Begriff variiert je nach Bundesland) auch für die Gemeinde-/Stadtkasse als Vollstrecker tätig werden.